# JGR-Klasse 5100
Die JGR-Klasse 5100 (jap. 5100形, 5100-gata),  war eine 2'B-Dampflokomotive, die von den japanischen Staatseisenbahnen verwendet wurde. Die Lokomotiven wurden 1874 bei Kitson and Company gebaut und aus England importiert als C-Schlepptenderlokomotiven mit den Nummern 18 und 20 (Klasse 7010). Die Infobox-Angaben beziehen sich auf den Umbau bei der JNR in Kobe zu Schlepptenderlokomotiven mit der Achsfolge 2'B.
1894 erhielten die Lokomotiven die Klassenbezeichnung N (N形), 1898 wurden sie umgezeichnet in D2 (D2形). Als Anfang des 20. Jahrhunderts viele Privatbahnen verstaatlicht wurden, musste die japanische Staatsbahn ihre Lokomotiven neu nummerieren. Im Schema von 1909 erhielten sie die Klassenbezeichnung 5100 und die Nummern 5100 und 5101.
Mit dem 29. August 1918 schieden die beiden Lokomotiven aus dem Bestand der japanischen Staatseisenbahnen aus. Danach gingen sie mit den Nummern 100 und 101 in den Bestand der Sagami Tetsudō über. Die Lokomotive 100 (ehemals 5100 (18) der Staatsbahn) wurde 1927 an die Kaya Railway in der Präfektur Kyōto verkauft, die sie mit der Nummer 1 einreihte, und wurde im Dezember 1937 verschrottet. Die Lokomotive 101 (ehemals 5101 (20) der Staatsbahn) ging 1942 an das Propellerwerk Sumitomo Kinzoku in Amagasaki und wurde 1951 verschrottet.